# Канавец, Надежда Ивановна
Надежда Ивановна Канавец (11 сентября 1930 — 8 ноября 2020, Москва) — советский и российский художник-живописец.

## Биография
Родилась 11 сентября 1930 г. в городе Москва. Окончила художественно-графический факультет МГПИ (1949—1953). Училась у Т. Г. Гапоненко и Г. Б. Смирнова. В 1953-56 г. жила в г. Биробиджане. Участница выставок с 1956 года. Преподавала в Биробиджанском художественно-графическом училище (1953—1956) и в Архитектурно-строительном техникуме в г. Москве с 1962 по 1985 г.
Кафедра «Рисунка и живописи» Архитектурно-строительного техникума, на которой 13 лет преподавала Н.И. Канавец, активно поддерживала способности, развивала талант, направляла художественный вкус учащихся отделения «Архитектура». За период её преподавания Архитектурно-строительный техникум окончили такие известные ныне художники как А.Х. Айнетдинов – иконописец; С.Е. Антонов – художник-аниматор, мультпликатор;  А.Ю. Беляев-Гинтовт – художник евразийского направления; П.Г. Бронфин – архитектор, художник традиций русского авангарда и эстетических концепций супрематизма; В.И. Вышегородцев – художник-мультипликатор; А. Греков – архитектор, член-корреспондент РАХ, член Московского союза художников, А. Костромов – график, живописец, фотограф, Ю.В. Мещеряков – художник-мультипликатор, М.В. Молочников – художник, член Немецкого союза художников ВВК, один из основателей и участников Группы МТМ,  Н.Д. Пестов  – архитектор, художник, орнаменталист, мастер-виртуоз резьбы по дереву; иеромонах Варсонофий (Дыдыкин) – иконописец, насельник Введенского ставропигиального мужского монастыря Оптина Пустынь; и многие-многие другие. 
В развитии их талантов и в творческих успехах есть определенная доля её заслуг.

## Работы
Художница много работала в жанре портрета, натюрморта и пейзажа. Ранние ее работы – классические портреты-штудии следуют реалистической традиции. Однако в 1960-е годы интонация меняется и в ее живописи появляется свет и легкость. «Натюрморт с бутылкой кефира», «Зимний пейзаж» с огромными снежными хлопьями за окном, цветы, деревья.
Даже законченные работы сохраняют непосредственность и свежесть натурных эскизов. Очень интересно смотреть, как выбрав один мотив: дерево или цветок, художница повторяет его многократно. Перед глазами зрителя проходят что-то вроде остановившихся кадров. Художница все больше экспериментирует, работы становятся более энергичными и декоративными.
В поисках точного цветового решения она писала задник и к нему прикрепляла яркие бумажные салфетки. Получался своего рода коллаж. Меняя расположение этих бумажных фрагментов, художница находила неожиданные колористические решения. В результате букет цветов или пейзаж, оставаясь вполне узнаваемым, получал дополнительную энергию освободившегося цвета
Картины художницы представлены в отечественных и зарубежных частных собраниях, в коллекции Института русского реалистического искусства (ИРРИ).

### Живопись
- «Зима» (1952)
- «Биробиджанские этюды» (серия, 1954-56)
- «Портрет Инны» (1957)
- «Последний луч» (1963)
- «Натюрморт с молоком» (1966)
- «Весна» (1968)
- «Портрет матери» (1971-72)
- «Весенний натюрморт» (1974)
- «Осень» (1976)
- «Астры и часы» (1978)
- «Луг» (1979)
- «Первые почки» (1981)
- «Ромашки» (1982)

### Графика
- «Суздаль» (акварель, 1963)
- «Портрет Ирочки» (уголь, 1965)
- «Весенние цветы» (акварель, 1970)
- «Портрет Коли» (сангина, 1977)

## Выставки
Выставка художников-педагогов Н. Т. Сорокиной и Н. И. Канавец, Р. М. Мартыновой. Москва, 1961,
Выставки живописи и графики художников-педагогов г. Москвы. 1956,
Выставка работ женщин-художников изостудии Дома работников просвещения. Москва, 1975.
Персональные выставки в 1961, 1983, 2015 годах.